# Annowo (powiat grudziądzki)
Annowo – wieś w Polsce położona w województwie kujawsko-pomorskim, w powiecie grudziądzkim, w gminie Gruta.

## Podział administracyjny
W latach 1975–1998 miejscowość należała administracyjnie do województwa toruńskiego.

## Demografia
Według Narodowego Spisu Powszechnego (III 2011 r.) wieś liczyła 262 mieszkańców. Jest dwunastą co do wielkości miejscowością gminy Gruta.

## Zabytki
Według rejestru zabytków NID na listę zabytków wpisany jest park dworski z końca XIX w. z reliktami dawnego cmentarza, nr rej.: A/629 z 16.02.1987.